# Université de Hansung (métro de Séoul)
Université de Hansung (hangeul : 한성대입구 ; hanja : 漢城大入口, sous nommée Samseongyo et officiellement nommée en anglais : Hansung University) est une station de passage de la ligne 4 du métro de Séoul. Elle est située au 52 Dongsomun-ro, quartier Samseon-dong 1-ga, dans l'arrondissement Seongbuk-gu de Séoul, en Corée du Sud.
Ouverte en 1985, elle est desservie par les rames omnibus et express, qui circulent sur la ligne 4.

## Situation sur le réseau

Plan du réseau (2023)

Établie en souterrain, la station Université de Hansung, est une station de passage de la ligne 4 du métro de Séoul : elle est située entre la station Université des femmes Sungshin, en direction du terminus nord-est Jinjeop, et la station Hyehwa en direction du terminus sud-est Oido,.

## Histoire
La station terminus Université de Hansung est mise en service, sur la ligne 4 du métro de Séoul, le 20 avril 1985, lors de l'ouverture à l'exploitation, des 11,8 km, depuis Sanggye. Elle devient une station de passage le 18 octobre 1985 lors de l'ouverture à l'exploitation, des 16,4 km jusqu'au nouveau terminus Sadang.

## Services aux voyageurs

### Accès et accueil
Station souterraine de passage, au 52 Dongsomun-ro, quartier Samseon-dong 1-ga. Il y a huit bouches, numérotées de 1 à 8, établies de part et d'autre de la Dobong-ro. Elle est équipée d'escaliers, escaliers mécaniques et ascenseurs pour les cheminements entre la station en sous-sol et les bouches en surface. Elle dispose notamment de billetteries avec des automates pour l'acquisition de titres de transports.

### Desserte
Mia est desservie par les rames omnibus et express, qui circulent sur la ligne 4. La station souterraine est aménagée avec un quai central équipé de portes palières.

Installations
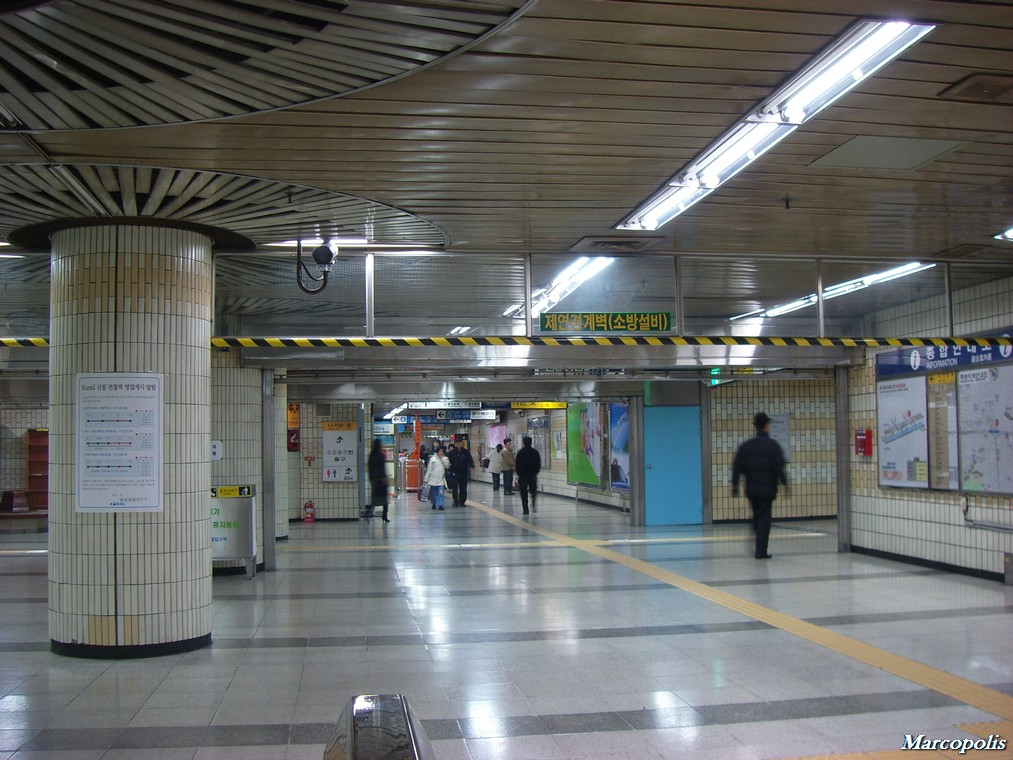
En 2008.
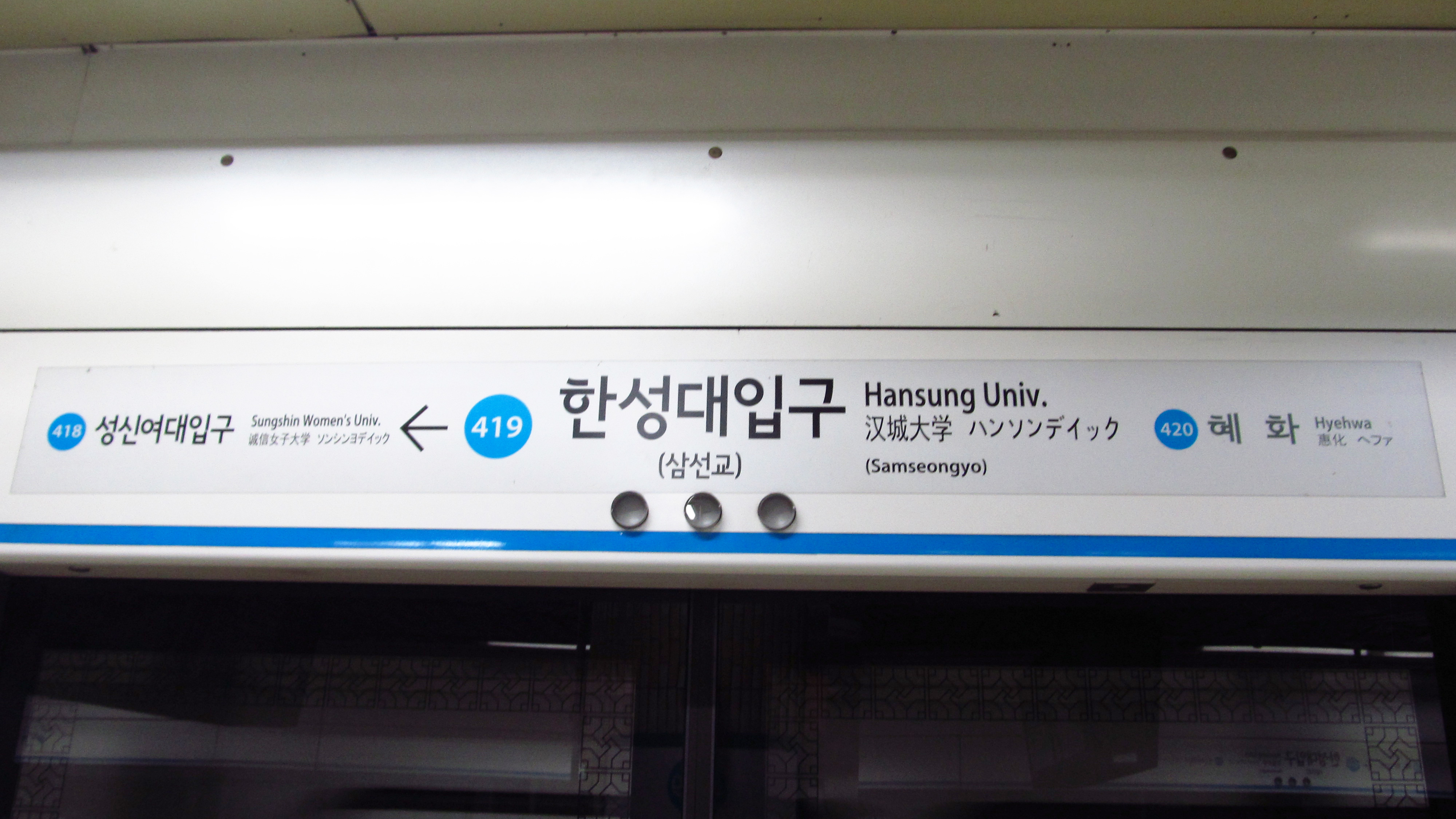
En 2018.
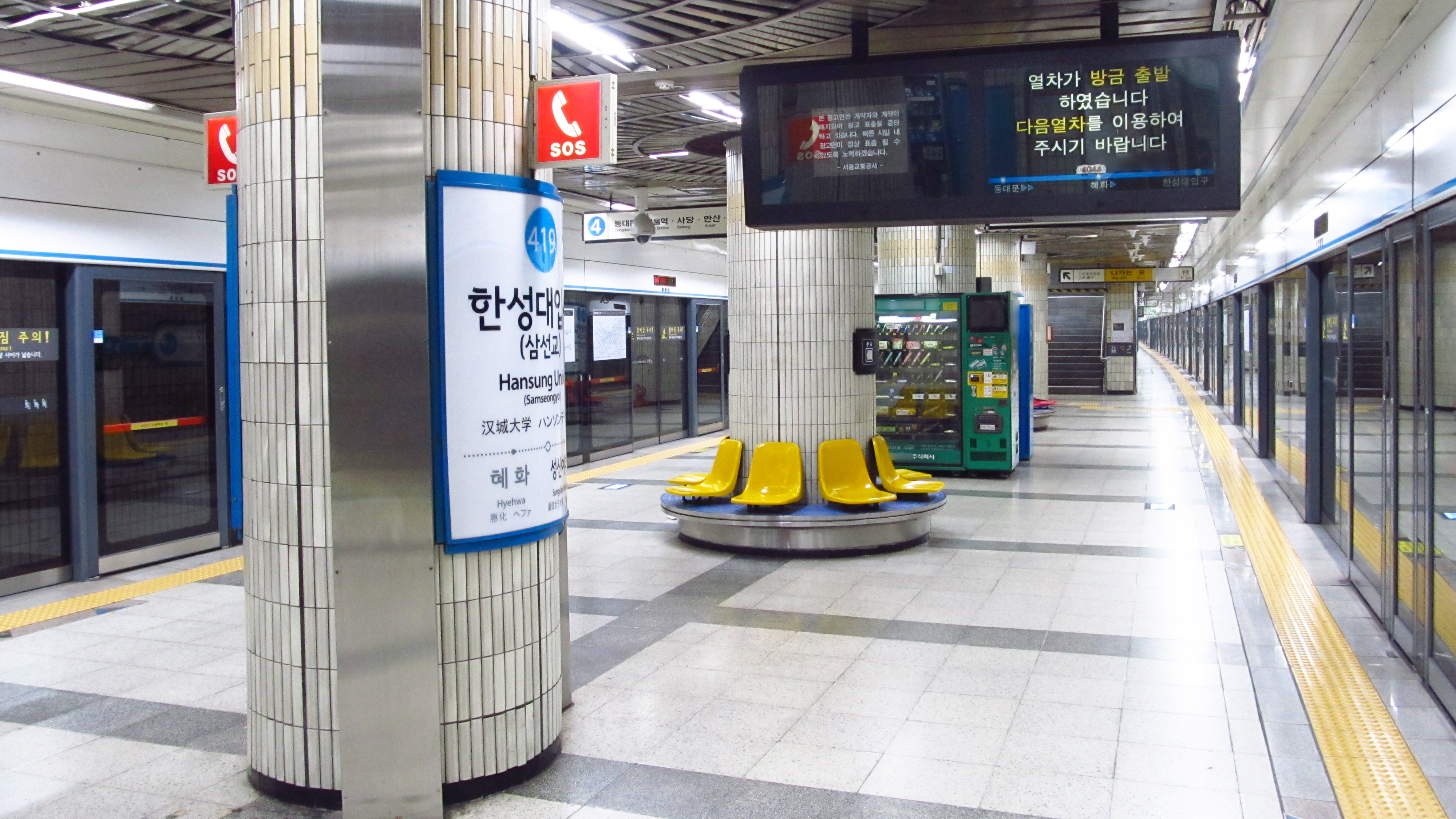
En 2018.

### Intermodalité
Des arrêts de bus sont établis sur la voie routière desservie par les bouches du métro.